# Josias de Freitas
Josias de Freitas (Filho de Olímpio de Freitas Costa e Augusta Maria de Freitas. Nascido em Uberlândia, 10 de novembro de 1918 e falecido em 25 de abril de 2005) foi um importante médico cirurgião brasileiro.
Graduado em medicina pela Faculdade Nacional de Medicina da Universidade do Brasil em 1942. Foi eleito membro da Academia Nacional de Medicina em 1962, sucedendo Alfredo Alberto Pereira Monteiro na Cadeira 38, também patrono desta cadeira.  Mais informações sobre sua carreira: https://www.anm.org.br/josias-de-freitas/ Prêmios recebidos:  Prêmio José Mendonça, do Colégio Brasileiro de Cirurgiões; Prêmio Alfredo Monteiro, pela Sociedade Acadêmica de Medicina e Cirurgia; Prêmio Armando Tajardo, pela Sociedade Brasileira de Ginecologia; Prêmio Brant Paes Leme, pelo Colégio Brasileiro de Cirurgiões e com o Prêmio Fernando Vaz, da Academia Nacional de Medicina .
Livros:
Rotinas de Pré e Pós Operatório, Josias de Freitas e Antônio Hélio B. de Figueiredo, 1988, Ed Revinter.
Cirurgia de Ambulatório: texto e atlas, Josias de Freitas e Antônio Hélio B. de Figueiredo,( 3 edições entre 1986 e 1988) Ed Atheneu
Atlas de Cirurgia de Ambulatório, Josias de Freitas e Antônio Hélio B. de Figueiredo, Ed Atheneu
Homenagens:
Posto de Saúde UAI ROOSEVELT DR JOSIAS DE FREITAS no bairro de Roosevelt em Uberlândia - MG, na região Triangulo Mineiro - Endereço: Av. Cesário Crosara, 4000 - Pres. Roosevelt, Uberlândia - MG, 38401-188 
Rua Doutor Josias de Freitas, Parque Eldorado, Duque de Caxias - RJ - CEP 25240470